# Space Channel 5
Space Channel 5 (スペースチャンネル5?, Supēsu Channeru Faibu) è un videogioco per console, commercializzato in Giappone per Sega Dreamcast il 16 dicembre 1999, negli Stati Uniti il 4 giugno 2000 e in Europa il 6 ottobre 2000. Tra il 2002 e il 2003 venne invece distribuito anche per PlayStation 2. Il produttore del gioco è Tetsuya Mizuguchi.

## Trama
Space Channel 5 ha luogo cinquecento anni nel futuro, dove le stazioni televisive interstellari combattono per i dati di audience. La protagonista del gioco è Ulala (un riferimento alla frase francese "ooh la la") una nuova reporter per una di queste stazioni, Space Channel 5, che si è unita a loro dopo essere stata salvata da uno dei loro reporter dieci anni prima. Quando una strana razza aliena, nota come i Moroliani (Morolians), inizia a prendere degli ostaggi e li obbliga a ballare, Ulala viene inviata per riferire le notizie e salvare gli ostaggi con le sue mosse funky. I Moroliani non sono l'unico problema però, poiché Ulala deve anche lottare con la giornalista rivale, Pudding, e l'emittente pirata, Jaguar. Mentre Ulala indaga ulteriormente su questo incidente, inizia a imparare che non tutto è come sembra.
Alla fine del gioco fa un cameo il personaggio Space Michael interpretato dalla superstar Michael Jackson che gli ha prestato la voce, le sembianze e le movenze.

## Modalità di gioco
Il gioco è simile a PaRappa the Rapper e ad altri precedenti giochi di memorizzazione come Simon Says dove il computer mostra una sequenza di mosse - passi di danza nel caso di Space Channel 5 - e il giocatore deve copiarli con successo per avanzare utilizzando i tasti direzionali del controller.

## Seguiti
Il seguito, Space Channel 5: Part 2 fu distribuito in Giappone per Dreamcast e PlayStation 2, ma nel resto del mondo solo su PlayStation 2 e negli Stati Uniti come parte di Space Channel 5 Special Edition.
Space Channel 5: Ulala's Cosmic Attack per il Game Boy Advance fu pubblicato nel 2003 da THQ grazie ad un accordo che ha assegnato a THQ i diritti esclusivi per creare giochi per GBA basati su franchise Sega.

## Controversie legali
Ad inizio 2003 Lady Miss Kier, ex membro del gruppo musicale Deee-Lite, ha citato in giudizio SEGA accusandola di aver utilizzato senza alcun diritto la sua immagine nella creazione del personaggio di Ulala, protagonista della saga videoludica. Infatti Lady Miss Kier sosteneva che il look basato su tacchi a spillo, minigonne corte e capelli colorati fosse stato copiato dalla sua persona. Lady Miss Kier ha dichiarato che Sega le offrì un pagamento di 16000 $ per utilizzare il suo nome, la sua immagine e le sue canzoni nel videogioco, ma lei rifiutò. Solo in seguito ella scoprì che Sega aveva comunque utilizzato la sua immagine e decise dunque di avviare una causa. Ciò nonostante la cantante perse il processo e dovette pagare ai legali di Sega una cifra pari a 608000 $ (inizialmente ne erano stati richiesti 763 000).

## Personaggi principali
- Ulala (うらら?, Urara): Reporter principale di Space Channel 5. Quando era giovane, un reporter di Space Channel 5 le ha salvato la vita, cosa che l'ha ispirata a diventare reporter per il canale. Porta con sé il suo fidato microfono e due pistole: il Chu Beam viene utilizzato per sparare ad alieni, robot e altri aggressori mentre il Rescue Beam viene utilizzato per salvare gli ostaggi costretti a ballare. Quando le valutazioni sono alte, emette un'aura rosa, a significare che è piena di energia groove.
- Pudding (プリン?, Purin): Un ex idolo adolescenziale che è diventata il reporter di Channel 42. Odia Ulala che le sta rubando la sua popolarità rimanente.
- Jaguar (ジャガー?, Jagā): Un giornalista di una stazione di trasmissione pirata dedicata a dare agli spettatori la verità. Era un ex membro di Space Channel 5 ed era il reporter che salvò la vita di Ulala 10 anni prima, ma percepì la corruzione dal capo della stazione, Blank.
- Chief Blank (ブランク?, Buranku): Il capo di Space Space 5, Blank è diventato corrotto e ha fatto il lavaggio del cervello ai Moroliani per inscenare un'invasione aliena, in modo che Space Channel 5 potesse ottenere dei dati di audience maggiore.
- Fuse (ヒューズ?, Hyūzu): Lo speaker di Space Channel 5. Resta sempre nella nave e la sua faccia non viene mai vista. Trasmette le istruzioni a Ulala per aiutarla nelle sue missioni.
- Morolians (モロ星人?, Moro Seijin): Creature aliene dal pianeta Morodia. Hanno invaso la Terra, costringendo le persone a ballare.
- Evila (イビラ?, Ibira): Il robot doppelganger di Ulala, è stata creata da Chief Blank.
- Space Michael (スペースマイケル?, Supēsu Maikeru): Uno dei membri di Space Channel 5, è basato su, e doppiato da, Michael Jackson. Fa una prima apparizione come cameo nel finale del gioco. Ha un ruolo più prominente nel seguito Space Channel 5: Part 2.

## Accoglienza
La rivista Play Generation classificò i Moroliani come i secondi alieni più alienati dei videogiochi usciti su PlayStation 2.